# Più forte ragazzi!
Più forte ragazzi! (bra: Dá-lhe Duro, Trinity!) é um filme de aventura italiano de 1973, dirigido por Giuseppe Colizzi e estrelado pela popular dupla Terence Hill e Bud Spencer. A dupla, conhecida como "The Trinity Boys", fizeram 18 filmes juntos, a maioria do gênero Spaghetti western, mas ...All The Way, Boys! foi o primeiro filme ambientado em um contexto moderno, embora muitos outros elementos de comédia dos filmes anteriores tenham sido usados.
O filme foi gravado na Colômbia e teve cenas gravadas em Salvador, na Bahia. Foram utilizadas várias aeronaves como Beechcraft Model 18, Boeing 727, Cessna 310, Douglas DC-3, Douglas DC-8, Hawker Siddeley HS 748, Lockheed L-188 Electra, Lockheed T-33.

## Enredo
Os amigos Plata (Terence Hill) e Salud (Bud Spencer) ganham a vida como pilotos de avião e além de transportar alguns passageiros e cargas menores, sua atividade mais lucrativa é forjar quedas para receber o dinheiro do seguro das aeronaves. Sobrevoando os Andes, eles acabam caindo no meio de uma selva infestada de piranhas na América do Sul. Presos na vila local, eles descobrem que um grande magnata está interessado em explorar toda os minérios de esmeraldas da região e decidem tentar impedi-lo a qualquer custo.

## Elenco
- Terence Hill como Plata
- Bud Spencer como Salud
- Reinhard Kolldehoff como sr. Orelhas
- Riccardo Pizzuti como Naso
- Carlos Muñoz como Augusto
- Marcello Verziera como Puncher
- Sergio Bruzzichini como piloto
- Cyril Cusack como Matto
- Alexander Allerson como irmão de Salud
- Ferdinando Murolo como homem na selva à procura de cerveja
- Michel Antoine como Daveira
- Antoine Saint-John como um das capangas do sr. Orelhas